# Титов Володимир Георгійович
Володи́мир Гео́ргійович Тито́в — радянський космонавт, Герой Радянського Союзу (1988), льотчик-космонавт СРСР (№ 55), командир космічних кораблів «Союз Т-8», «Союз Т-10-1», «Союз ТМ-4», «Союз ТМ-6». Здійснив чотири космічні польоти, у тому числі два — на американських багаторазових космічних кораблях «Discovery» і «Atlantis».

## Життєпис
Народився 1 січня 1947 року у місті Сретенськ Читинська область РРФСР. Росіянин. Дитинство провів у місті Борзна Чернігівської області. В 1965 році закінчив 11 класів Борзнянської середньої школи № 2 (нині — гімназія імені Пантелеймона Куліша).
Після школи, з 4 вересня 1965 року працював кочегаром Борзнянської ділянки Кожинської контори Чернігівського тресту розвідбуріння. Потім, з 1 грудня 1965 до 30 травня 1966 року — кочегаром Борзнянського маслоцеху Бахмацького маслозаводу.
В Радянській Армії з 1966 року: у червні 1966 року Володимир Титов поступив у Чернігівське вище військове авіаційне училище льотчиків (ВВАУЛ) імені Ленінського комсомолу, яке закінчив у 1970 році за командно-авіаційною спеціальністю з дипломом льотчика-інженера.

### Льотчик-інструктор
З 20 червня 1970 служив льотчиком-інструктором, а з 30 листопада 1973 року — старшим льотчиком-інструктором 701-го навчального авіаційного полку Чернігівського ВВАУЛ, відповідав за льотну підготовку курсантів училища. Пізніше, з 10 квітня 1974 служив командиром ланки 2-ї винищувальної авіаційної ескадрильї 70-го окремого винищувального авіаційного тренувального полку особливого призначення імені В. С. Серьогіна 1-го НДІ ЦПК — військової частини, в якій проходили льотну практику космонавти. Літав, головним чином, на різних модифікаціях літака МіГ-21. Всього освоїв 10 типів літаків та їх модифікацій. Має загальний наліт 1500 годин. Виконав понад 100 стрибків з парашутом. Має кваліфікацію військового льотчика-інструктора 1-го класу (29.09.1975), льотчика-випробувача 3 класу (29.06.1977).

### Космічна підготовка
У 1976 році Володимир Титов був відібраний до загону космонавтів, пройшов медичне обстеження і 6 квітня 1976 отримав допуск Центральної лікарської льотної комісії до спецтренувань. 23 серпня 1976 року наказом Головнокомандувача ВПС № 686 зарахований до загону космонавтів Центру підготовки космонавтів (ЦПК) ВПС на посаду слухача-космонавта. З метою отримання кваліфікації льотчика-випробувача для подальших робіт за програмою «Буран» з січня по липень 1977 року проходив підготовку як слухач 267-го Центру випробування авіаційної техніки та підготовки льотчиків-випробувачів в Ахтубінську.
З жовтня 1977 по вересень 1978 проходив загальнокосмічну підготовку в ЦПК. Після її закінчення отримав кваліфікацію космонавта-випробувача, а також офіцера-водолаза (провів під водою в гідролабораторії ЦПК понад 900 годин) та інструктора парашутно-десантної підготовки. 30 січня 1979 був призначений на посаду космонавта ЦПК ВПС.
З вересня 1981 по квітень 1982 року проходив підготовку як командир другого екіпажу за програмою 1-ї основної експедиції на орбітальній станції «Салют-7». Під час старту космічного корабля «Союз Т-5» 13 травня 1982 року був дублером командира корабля.
У свій перший космічний політ Володимир Георгійович Титов відправився 20 квітня 1983 року на космічному кораблі «Союз Т-8». Учасник чотирьох космічних польотів.

### Перший політ. Союз Т-8
Тривалість польоту — 2 доби 00 години 17 хвилин 48 секунд.
З вересня 1982 до початку квітня 1983 року Володимир Титов проходив підготовку як командир основного екіпажу «Союзу Т-8» за програмою 2-ї основної експедиції на орбітальну станцію «Салют-7». Планувалася тривала робота на борту «Салюта-7». Титов і Генадій Стрекалов спеціально готувалися до ремонту несправної сонячної батареї станції. Космічний корабель мав зістикуватися зі станцією, але після виходу корабля на орбіту антена системи зближення і стикування «Ігла» повністю не розгорнулася. Було здійснено декілька різких маневрів, але даремно — щогла не розгорталася (пізніше післяполітне розслідування показало, що антена була відірвана при відділенні обтічника). З дозволу Центру управління польотом екіпаж спробував зістикуватися вручну за даними наземних станцій спостереження та під власним візуальним контролем станції. Під час зближення, яке відбувалося в темряві, Титов вирішив, що швидкість зближення занадто велика і зробив гальмівний маневр. Але корабель і станція продовжували зближуються занадто швидко — аби уникнути аварії він припинив стиковку. Після цього було прийняте рішення спроб стиковки не повторювати — повернутися на Землю.

### Нездійснений політ. Союз Т-10-1

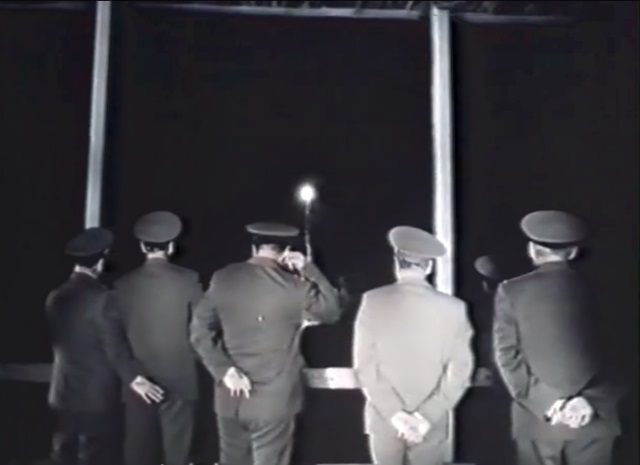
Аварія «Союзу Т-10-1». Центр управління пуском

Тривалість польоту — 5 хвилин 13 секунд.
З липня по вересень 1983 року Володимир Георгійович разом з Геннадієм Стрекаловим проходив підготовку за програмою 3-ї основної експедиції на станцію «Салют-7». Програма польоту передбачала стиковку корабля з «Салютом-7», заміну екіпажу 2-ї основної експедиції (В. Ляхов і А. Александров) і роботу по програмі 3-ї основної експедиції до лютого 1984.
26 вересня 1983 року старт «Союзу Т-10-1» з Титовим і Стрекаловим на борту не відбувся через аварію ракети-носія: за 90 секунд до старту не закрився клапан у паливопроводу, що за хвилину до старту спричинило пожежу в нижній частини ракети-носія. Полум'я швидко охопило ракету, автоматична система порятунку не спрацювала — перегоріли електропроводи. Через дванадцять секунд після спалаху стартовий персонал зупинив запуск. Спусковий модуль корабля був різко відділений системою аварійного порятунку, і екіпаж благополучно приземлився на відстані 4 км від ракети, яка вибухнула через кілька секунд після відділення корабля. Навантаження при аварійному відстрілі спускового апарата сягали 15—18 G.
Надалі Володимир Титов готувався до першого тривалого польоту на станції «Мир», але за шість днів до старту, він і Олександр Серебров були замінені дублюючим екіпажем. Титов продовжив підготовку до тривалого польоту і в квітні 1987 року був введений в екіпаж з Мусою Манаровим. Пізніше в тому ж році, продовжуючи роботу в Центрі підготовки космонавтів, він закінчив Військово-повітряну академію імені Ю. О. Гагаріна.

### Другий політ. Союз ТМ-4
Тривалість польоту — 365 діб 22 години 38 хвилин 57 секунд.
З березня по грудень 1987 року В. Г. Титов проходив підготовку як командир основного екіпажа за програмою третьої основної експедиції на орбітальний комплекс «Мир».

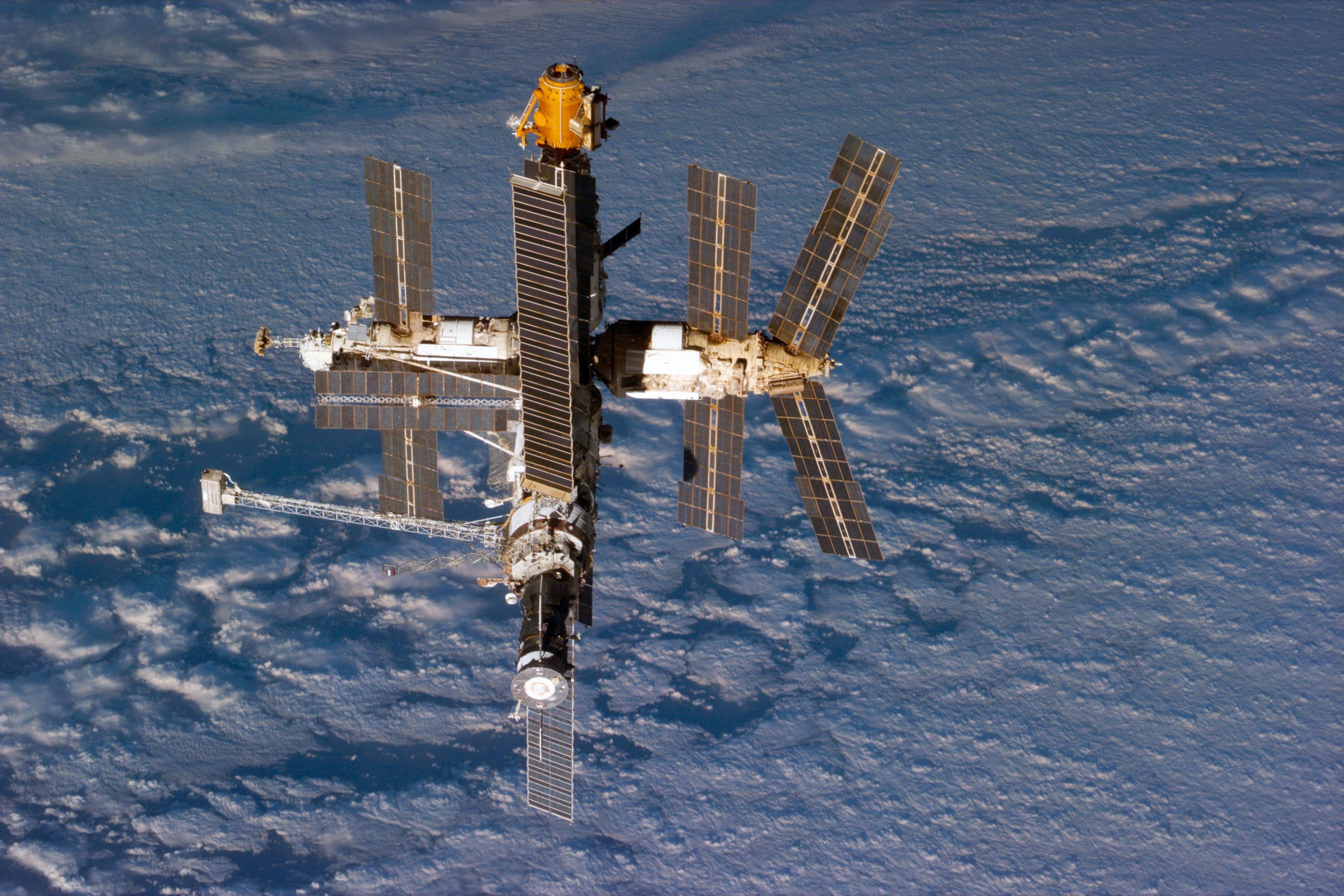
Орбітальна станція «Мир»

З 21 грудня 1987 по 21 грудня 1988 року як командир експедиції Титов разом з Мусою Манаровим та Анатолієм Левченком стартував на космічному кораблі «Союз ТМ-4». Приземлився ж лише через рік — посадку виконав на «Союз ТМ-6» разом з Манаровим і Жаном-Луї Кретьєном (Франція). Титов і Манаров повернулися на Землю після польоту, що тривав 365 днів, встановивши новий рекорд і вперше пробувши в космосі понад рік.
Під час цього польоту були виконані три виходи у відкритий космос:
- 26.02.1988 (тривалість 4 години 25 хвилин). Під час виходу в космос космонавти видалили одну секцію сонячних батарей і встановили іншу. Вони також перевірили вантажний корабель «Прогресс-34», встановили деякі нові прилади для наукових експериментів і зняли зразки матеріалів, що перебували у відкритому космосі.
- 30.06.1988 (тривалість 5 годин 10 хвилин). Зробили спробу відремонтувати рентгенівський телескоп «Рентген». Телескоп не був розроблений з урахуванням можливості ремонту або заміни, тому робота у відкритому космосі була важкою. Для того щоб відкрити дефектний блок рентгенівського детектора, необхідно було зняти багатошарове термоізолююче покриття, при цьому космонавти змушені були кілька разів зупинятися і відпочивати. Крім того, вони не могли закріпити себе і повинні були весь час міцно тримати один одного. Операція зайняла 90 хвилин замість запланованих 20-ти. Коли спеціальний ключ, який вони використовували, несподівано зламався, роботи були зупинені, і космонавти повернулися на станцію.
- 20.10.1988 (тривалість 4 години 12 хвилин). Ремонт телескопа був успішно завершений і він відновив роботу. Перед поверненням на станцію космонавти встановили точки кріплення для використання при спільному радянсько-французькому виході у відкритий космос, встановили короткохвильову антену і взяли проби плівки, що утворилася на одному з ілюмінаторів.

### Третій політ. Discovery

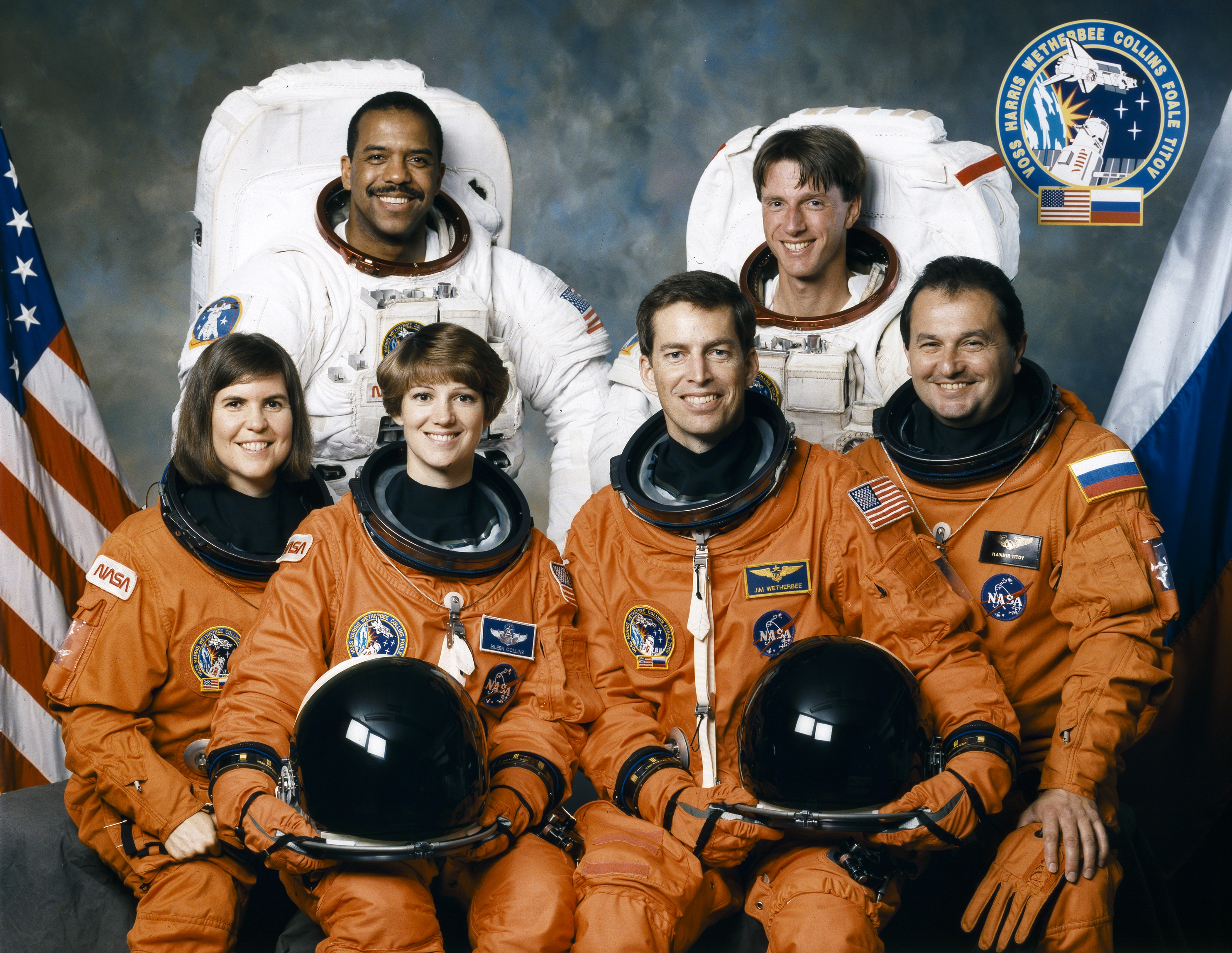
Екіпаж «Discovery» перед польотом

Тривалість польоту — 8 діб 6 годин 29 хвилин 36 секунд.
29 вересня 1992 рішенням ДМВК разом з Сергієм Крікалевим Володимир Титов був відібраний для підготовки до польоту на американському багаторазовому транспортному космічному корабліі за програмою STS-60. З 5 листопада 1992 по лютий 1994 року вони проходили підготовку до польоту в Космічному центрі NASA імені Ліндона Джонсона в Х'юстоні, штат Техас. У березні 1993 року Титов був призначений дублером Крікалева.
У вересні 1993 року призначений фахівцем польоту в екіпаж шатла Discovery для польоту за програмою STS-63. З березня 1994 по лютий 1995 року проходив підготовку до польоту на Discovery як фахівець польоту.
2—11 лютого 1995 Титов брав участь в польоті STS-63 на кораблі Discovery — першому польоті за новою спільною російсько-американською програмою. Серед цілей польоту були зближення зі станцією «Мир», роботи в модулі Spacelab, запуск і повернення апарата Spartan-204.

### Четвертий політ. Atlantis
Тривалість польоту — 10 діб 19 годин 22 хвилини 12 секунд.
У серпні 1996 року Титов був призначений дублером Олени Кондакової (політ STS-84), і основним польотним фахівцем в екіпаж STS-86. 6 грудня 1996 був офіційно призначений фахівцем польоту в екіпаж шатла. З грудня 1996 по вересень 1997 року проходив підготовку до польоту в NASA у складі екіпажу.

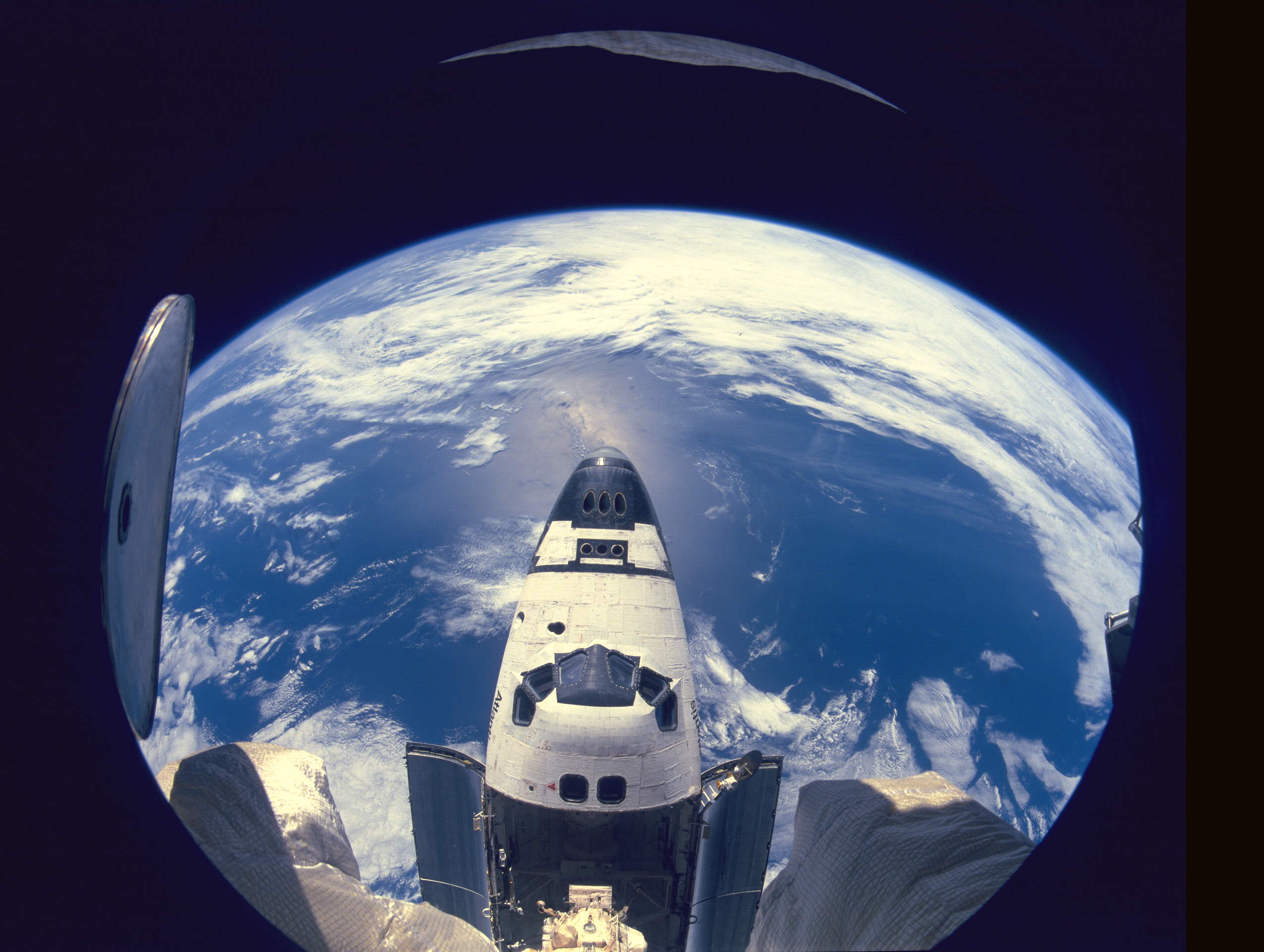
Вид на «Atlantis» з «Миру»

З 26 вересня по 6 жовтня 1997 року як фахівець польоту шатла Atlantis STS-86, брав участь у сьомому польоті багаторазового корабля, який вперше здійснив стиковку зі станцією «Мир». А 1 жовтня 1997 В. Г. Титов виконав вихід у космос з борту шатла тривалістю 5 годин 01 хвилину.

### Після звільнення
З 20 серпня 1998 полковник В. Г. Титов — в запасі. У зв'язку зі звільненням з лав Збройних Сил відрахований із загону космонавтів і з 21 вересня 1998 виключений зі списків в/ч 26266 наказом начальника РДНДІ ЦПК від 21 серпня 1998 року.
Після звільнення з армії і загону космонавтів, працював начальником управління пілотованих програм у Державному космічному науково-виробничому центру імені М. В. Хрунічева. У червні 1999 року призначений директором підрозділу компанії «Boeing Space & Communications» по Росії і країнах СНД.
Проживає в Москві. Захоплюється тенісом, полюванням, любить проводити час із сім'єю. Його мати, Віра Євдокимівна Титова, живе з сином. Батько Титов Георгій Васильович, учасник Другої світової війни, полковник запасу, помер в 1961 році, похований на Борзнянському кладовищі.

## Почесні звання
- Льотчик-космонавт СРСР (06.07.1983)
- Почесний громадянин Софії[1]

## Нагороди
- Медаль «Золота Зірка» Героя Радянського Союзу (21.12.1988)
- Два Ордени Леніна (1983, 21.12.1988)
- Орден Червоної Зірки(1988)

Нагороджений також:
- Орденом Георгія Димитрова (Болгарія, 1988)
- Орденом «Стара Планина» I ступеня (Болгарія, 2003)
- Орденом «Сонце Свободи» (Афганістан, 1988)
- Командор ордена Почесного легіону (Франція, 1988)
- Двома медалями НАСА «За космічний політ» — NASA Space Flight Medal (США, 1995, 1997)